# Flirtea sorenseni
Flirtea sorenseni is een hooiwagen uit de familie Cosmetidae.